# Да Силва, Андре
Андре Домингус да Силва (порт.-браз. André Domingos da Silva; род. 26 ноября 1972, Санту-Андре, Сан-Паулу) — бразильский легкоатлет, специалист по бегу на короткие дистанции. Выступал за сборную Бразилии по лёгкой атлетике в 1992—2007 годах, обладатель серебряной и бронзовой медалей Олимпийских игр, серебряный и бронзовый призёр чемпионатов мира, двукратный победитель Панамериканских игр, чемпион Южной Америки, чемпион Бразилии.

## Биография
Андре да Силва родился 26 ноября 1972 года в муниципалитете Санту-Андре, штат Сан-Паулу.
Впервые заявил о себе на международном уровне в сезоне 1992 года, когда вошёл в состав бразильской сборной и благодаря череде успешных выступлений удостоился права защищать честь страны на летних Олимпийских играх в Барселоне — стартовал в зачёте бега на 100 метров, не смог пройти дальше предварительного квалификационного этапа.
В 1993 году бежал 200 метров на чемпионате мира в помещении в Торонто и 100 метров на чемпионате мира в Штутгарте.
В 1994 году на Кубке мира в Лондоне занял шестое место в индивидуальном беге на 100 метров и четвёртое место в эстафете 4 × 100 метров.
В 1995 году на 100-метровой дистанции взял бронзу на Панамериканских играх в Мар-дель-Плате. На чемпионате мира в Гётеборге показал шестой результат в эстафете 4 × 100 метров.
Принимал участие в Олимпийских играх 1996 года в Атланте — в дисциплине 100 метров дошёл до стадии четвертьфиналов, в то время как в эстафете 4 × 100 метров вместе с соотечественниками Арналду да Силвой, Робсоном да Силвой и Эдсоном Рибейру завоевал бронзовую медаль, пропустив вперёд канадцев и американцев.
В 1997 году бежал 60 метров на чемпионате мира в помещении в Париже. В беге на 100 метров выиграл серебряную медаль на чемпионате Южной Америки в Мар-дель-Плате.
В 1999 году выиграл 100 метров на чемпионате Южной Америки в Боготе. Будучи студентом, представлял страну на Всемирной Универсиаде в Пальме, где так же превзошёл всех соперников. На Панамериканских играх в Виннипеге финишировал пятым в беге на 100 метров и победил в эстафете 4 × 100 метров. На чемпионате мира в Севилье стартовал в дисциплине 100 метров, взял бронзу в эстафете 4 × 100 метров.
В 2000 году на домашнем иберо-американском чемпионате в Рио-де-Жанейро стал серебряным призёром в дисциплине 200 метров и победил в эстафете 4 × 100 метров. На Олимпийских играх в Сиднее участвовал в беге на 200 метров, тогда как в программе эстафеты 4 × 100 метров совместно с Висенти ди Лимой, Эдсоном Рибейру и Клаудинеем да Силвой стал серебряным призёром, уступив в финале только команде США.
В 2001 году на чемпионате Южной Америки в Манаусе был лучшим в беге на 200 метров и в эстафете 4 × 100 метров. Кроме того, выиграл чемпионат Бразилии в Рио-де-Жанейро, выступил на чемпионате мира в Эдмонтоне.
На иберо-американском чемпионате 2002 года в Гватемале превзошёл всех соперников на дистанции 200 метров.
В 2003 году победил на чемпионате Бразилии в Сан-Паулу. На Панамериканских играх в Санто-Доминго выиграл бронзовую медаль в беге на 200 метров и золотую медаль в эстафете 4 × 100 метров. На чемпионате мира в Париже получил серебро в эстафетной гонке.
В 2004 году в беге на 100 метров стал серебряным призёром на иберо-американском чемпионате в Уэльве. Выиграв чемпионат Бразилии в Сан-Паулу, благополучно прошёл отбор на Олимпийские игры в Афинах — здесь дошёл до четвертьфинала в 100-метровой дисциплине, занял восьмое место в эстафете 4 × 100 метров.
В 2005 году среди прочего выиграл 200 метров на чемпионате Южной Америки в Кали, бежал 200 метров и эстафету 4 × 100 метров на чемпионате мира в Хельсинки.
Завершил спортивную карьеру по окончании сезона 2010 года.